# Bogstadveien Futsal Klubb
Il Bogstadveien Futsal Klubb è stata una squadra norvegese di calcio a 5, con sede a Bogstadveien, nel distretto di Frogner ad Oslo.

## Storia
Il Bogstadveien è stato incluso nella prima edizione della Futsal Eliteserie, nella stagione 2008-2009: il campionato, riconosciuto dalla Norges Fotballforbund, ha visto la partecipazione di 10 compagini. La squadra ha giocato la prima partita in questo torneo in data 29 novembre 2008, vincendo per 3-4 contro il Fyllingsdalen. Il Bogstadveien ha chiuso la stagione al 10º ed ultimo posto in classifica, retrocedendo.

## Stagioni precedenti
- Bogstadveien Futsal Klubb 2008-2009